# Cinco rostros de mujer
Cinco rostros de mujer es una película musical mexicana estrenada el 26 de febrero de 1947, dirigida por Gilberto Martínez Solares y protagonizada por Arturo de Córdova, Pepita Serrador, Ana María Campoy y Miroslava Stern.

## Argumento
Al recibir un anónimo donde le solicitan una cita, un hombre maduro solterón recuerda su vida pasada junto con su mejor amigo.

## Reparto
- Arturo de Córdova como Roberto.
- Pepita Serrador como Ivonne Parker.
- Ana María Campoy como Carmen.
- Miroslava Stern como Beatriz.
- Rafael Alcayde como Miguel (como Rafael Alcaide).
- Jorge Mondragón como Ugo Brunelli.
- Carolina Barret como Rosita.
- Manolo Noriega  como Pedro, mayordomo.
- Manuel Arvide como Gustavo Carreño.
- Conchita Gentil Arcos como Casera de Roberto (como Concha Gentil Arcos).
- Clifford Carr como Enrique Parker (como Cliff Carr).
- Rita Macedo como Elena (como Concha Macedo).
- José Morcillo como Oficial de policía portugués.
- Juan Orraca como Jugador de cartas.
- Tita Merello como Margot.
- Daniel Arroyo como Doctor (no acreditado).
- Pedro Elviro como Gendarme (no acreditado).
- Enrique García Álvarez como Padre de Beatriz (no acreditado).
- Ramón Gay como Jugador de cartas (no acreditado).
- Rubén Márquez como Espectador en concierto (no acreditado).
- Elda Peralta como Cómplice de Ivonne (no acreditada).
- Juan Pulido como Gendarme (no acreditado).
- Nicolás Rodríguez como Jugador de cartas (no acreditado).
- Manuel Sánchez Navarro como Jugador de cartas (no acreditado).
- Manuel Trejo Morales como Detective en casino (no acreditado).
- María Valdealde como Esposa de Antonio (no acreditada).
- Hernán Vera como Antonio, cantinero (no acreditado).